# Kasteel van Horion
Het Kasteel van Horion (Château de Horion) of Kasteel van Grady is een kasteel te Horion in de tot de Belgische gemeente Grâce-Hollogne behorende deelgemeente Horion-Hozémont. Het is gelegen aan Rue de Horion 27.

## Bezitsgeschiedenis
Het kasteel is waarschijnlijk gebouwd tussen 1400-1420 door Guillaume de Horion, die voogd was van de Abdij van Stavelot en die getrouwd was met Marguerite d’Oyembrugge de Duras.
In de 16e eeuw kwam er een einde aan de lijn van De Horion, toen Marie de Horion, de laatste erfgenaam van die naam, trouwde met Jean de Carondelet de Potelle. In de 17e eeuw kwam het kasteel aan Antoine de Salme, en diens kleindochter trouwde in 1706 met Henri de Grady, waarvan de neven reeds kasteel Groenendaal bezaten. Aldus ontstond de tak van de familie De Grady die bekend stond als De Grady de Horion. Deze verbouwde het kasteel in de loop van de 18e eeuw.

## Gebouw
Het betreft een versterkt kasteel dat door een brede en diepe gracht wordt omgeven. Hoewel van oorsprong een rechthoekig complex geflankeerd door vier ronde hoektorens, zijn er nog twee vleugels over: De noord- en de oostvleugel. Nog drie torens resteren en van de vierde is enkel de basis nog aanwezig.
De noordvleugel is van 1725 en is toegankelijk via een stenen brug, waar voorheen een ophaalbrug was. In het midden van de vleugel bevindt zich een fronton met de wapenschilden van de families Grady en Salme.
De langere oostvleugel is aan de binnenzijde van kalksteenblokken opgetrokken. De twee vleugels omsluiten een terras, ooit een binnenplaats die door de sloop van de zuid- en de westvleugel aanzienlijk werd vergroot. Dit terras is via een stenen brug aan de westzijde toegankelijk.
Ten noorden van het kasteel vindt men enkele bijgebouwen. De Sint-Remacluskapel, buiten het eigenlijke kasteelterrein, behoort eveneens tot de bezittingen van de kasteelheren.
Het kasteel wordt omgeven door een park, waarin enkele eeuwenoude bomen te vinden zijn.